# Teatro Regional Cervantes
El Teatro Regional Cervantes es una sala de espectáculos y patrimonio cultural de Chile. Se encuentra ubicado en la intersección de las calles Chacabuco y Bernardo O'Higgins, en la ciudad de Valdivia, Chile.

## Historia
El teatro fue construido en hormigón armado en una mezcla de estilos por los arquitectos Carlos Swinburn y Eduardo Secchi, y fue inaugurado el 14 de noviembre  de 1935. Con una capacidad inicial para 1140 espectadores, la obra fue promovida por empresarios e inmigrantes que deseaban una sala de espectáculos en la ciudad.Durante sus primeros años, entre 1935 y 1940, fue utilizado principalmente como espacio teatral, acogiendo diversas representaciones y convirtiéndose rápidamente en un referente para la comunidad local, después de la irrupción del cine a principios de los años 40, pasó a ser conocido como “cine Cervantes”. La directora de patrimonio de la Asociación Patrimonial Cultural de la región de Los Ríos, Leyla Sade, dijo que “el teatro surgió en un contexto de crecimiento económico y social, coincidiendo con un proceso de modernización urbana impulsado por una serie de desastres naturales que marcaron la historia de Valdivia”. Entre 1859 y 1909, Valdivia fue devastada por varios incendios, siendo el incendio de 1909 el más significativo y destructivo. Este evento, aunque trágico, impulsó una reconstrucción que se basó en la adopción de técnicas y materiales más resistentes, como el hormigón armado y el cemento, que reemplazaron las tradicionales construcciones de madera. En este contexto de renovación urbana, la construcción del Teatro Cervantes comenzó en 1934, bajo el liderazgo de la empresa Teatral Valdivia y con el apoyo de la Sociedad Comercial Consorcio Español, una agrupación de prominentes comerciantes de la ciudad, muchos de ellos pertenecientes a la comunidad española

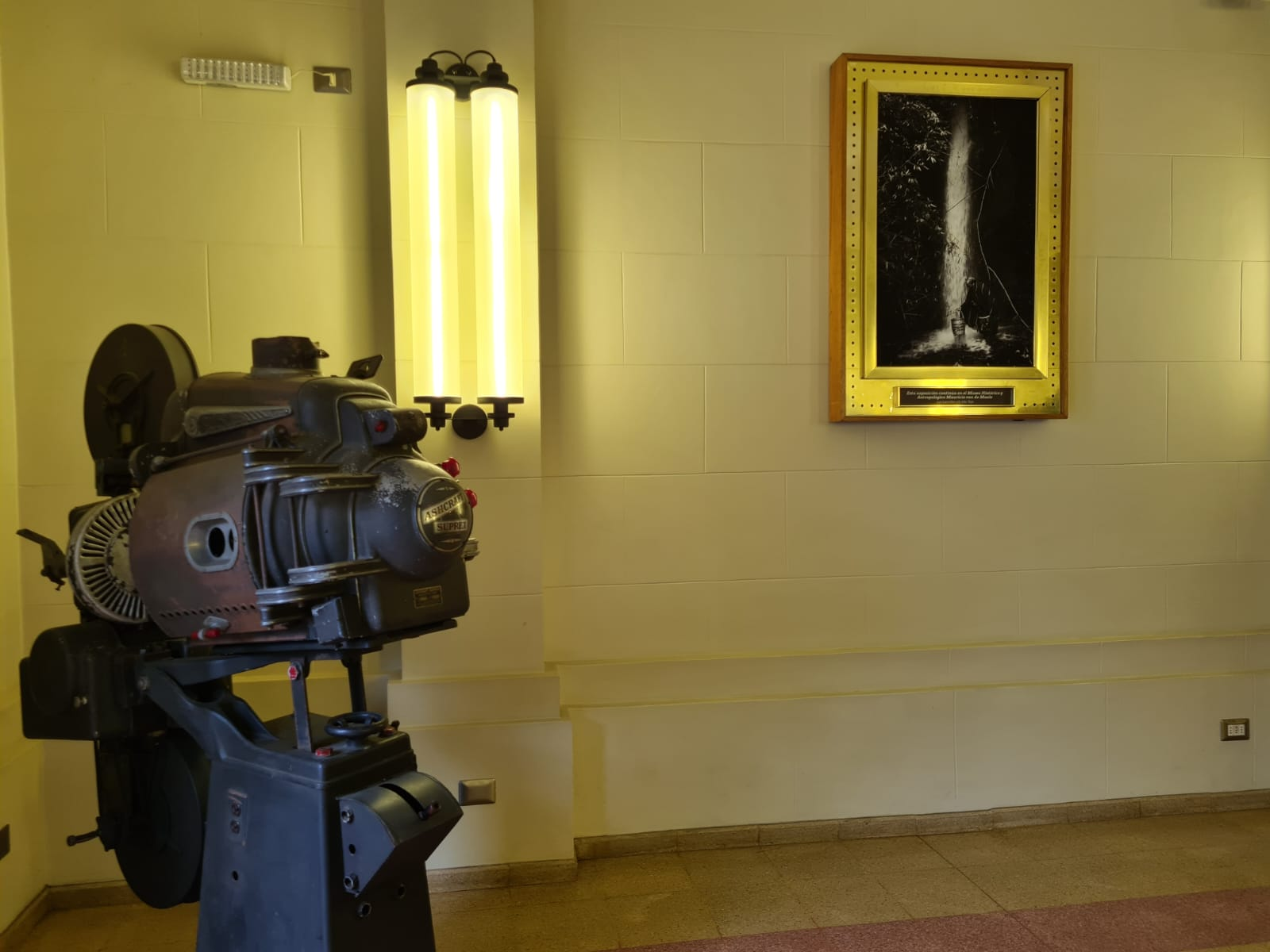
Proyector del Teatro Regional Cervantes

El diseño del teatro fue encargado a los arquitectos Carlos Swinburn y Eduardo Secchi, este último con una amplia experiencia en la creación de espacios culturales, habiendo participado en la remodelación del Teatro Municipal de Santiago. Además, ambos arquitectos dejaron una huella importante en Valdivia, siendo responsables de la construcción de otros edificios emblemáticos como el edificio Prales y el antiguo Hotel Pedro de Valdivia. Con el tiempo se convirtió en el espacio cultural más importante de la ciudad, y, junto con el edificio Prales y el antiguo Hotel Pedro de Valdivia, demostró su solidez al resistir el devastador terremoto de 1960, que afectó gravemente a la región. Sin embargo, la resección económica de los años 1970 y la masificación de la televisión lo deterioraron, hasta que cerró en 2007.
Durante el terremoto de 1960, el teatro se encontraba en funcionamiento con una función de la película “La Cabeza Malefica (The Thing That Couldn't Die)”. Al finalizar el terremoto el teatro quedó con daños mínimos, lo que evidenció que aún se mantiene gran parte de sus estructuras y artefactos, como las puertas, proyectores y candelabros El Teatro Cervantes fue concebido como un espacio multifuncional, capaz de integrar tanto lo cultural como lo comercial y lo residencial. La estructura cuenta con cuatro pisos y un subterráneo, los cuales albergan una gran sala de espectáculos, junto con departamentos y locales comerciales.

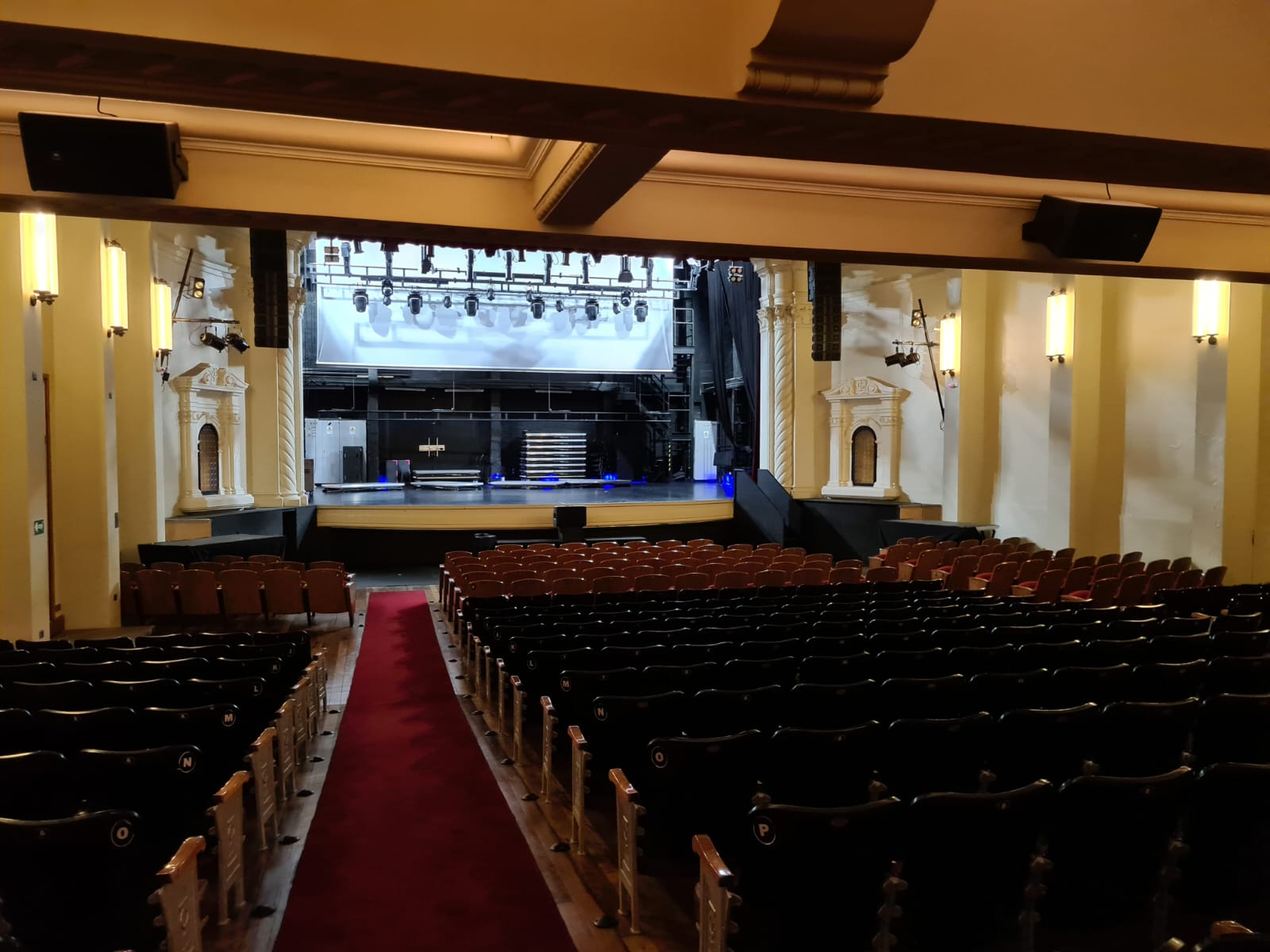
Butacas y escenario del Teatro Regional Cervantes

En 2008 el Gobierno Regional de Los Ríos compró el teatro para iniciar un plan de recuperación, impulsado por el Ministerio de Obras Públicas y que terminó el año 2019. Reinaugurado el 7 de septiembre de 2019, incluyendo una renovación completa de diferentes áreas del teatro y con una capacidad de 816 butacas.
Además de ser un espacio cultural de relevancia, el Teatro Cervantes se convirtió en un símbolo de la resiliencia de Valdivia. Su estructura ha resistido no solo el mencionado terremoto de 1960, sino también el sismo de 2010 y un colapso en su cubierta en 2014. Gracias a su construcción robusta y su papel fundamental en la vida urbana, fue restaurado y reinaugurado en 2019, devolviendo su esplendor original y reafirmando su importancia como parte del paisaje cultural y arquitectónico de la ciudad.